# Wahlkreis Charlottenburg-Wilmersdorf 6
Der Wahlkreis Charlottenburg-Wilmersdorf 6 ist ein Abgeordnetenhauswahlkreis in Berlin. Er gehört zum Wahlkreisverband Charlottenburg-Wilmersdorf und umfasst den östlichen Teil des Ortsteils Wilmersdorf mit den Gebieten Ludwigkirchplatz, Prager Platz, Bundesplatz und Volkspark.

## Abgeordnetenhauswahl 2023
Bei der Wahl zum Abgeordnetenhaus von Berlin 2023 traten folgende Kandidaten an:
| Name                              | Partei           | Anteil der Erststimmen | Anteil der Zweitstimmen |
| --------------------------------- | ---------------- | ---------------------- | ----------------------- |
| Peer Mock-Stümer                  | CDU              | 29,2 %                 | 27,6 %                  |
| Alexander Kaas Elias              | Grüne            | 25,7 %                 | 24,2 %                  |
| Franziska Becker                  | SPD              | 24,1 %                 | 21,6 %                  |
| Michael Efler                     | Die Linke        | 07,0 %                 | 08,5 %                  |
| Helmut Metzner                    | FDP              | 05,4 %                 | 07,0 %                  |
| Marcus Lausch                     | AfD              | 04,2 %                 | 04,4 %                  |
| Helmut Wolff                      | Tierschutzpartei | 01,9 %                 | 01,4 %                  |
| Torben Denecke                    | Die PARTEI       | 01,4 %                 | 01,0 %                  |
| Volker Rendez                     | dieBasis         | 00,6 %                 | 00,5 %                  |
| Gabriela Hinz                     | Freie Wähler     | 00,4 %                 | 00,2 %                  |
| Paul Seifert                      | LKR              | 00,1 %                 | 00,0 %                  |
| –                                 | Volt             | –                      | 01,2 %                  |
| –                                 | Sonstige         | –                      | 02,4 %                  |
| Wahlberechtigte: 30.977 Einwohner |                  |                        |                         |
| Wahlbeteiligung: 68,3 %           |                  |                        |                         |

## Abgeordnetenhauswahl 2021
Bei der im Nachhinein für ungültig erklärten Wahl zum Abgeordnetenhaus von Berlin 2021 traten folgende Kandidaten an:
| Name                              | Partei           | Anteil der Erststimmen | Anteil der Zweitstimmen |
| --------------------------------- | ---------------- | ---------------------- | ----------------------- |
| Alexander Kaas Elias              | Grüne            | 26,4 %                 | 25,5 %                  |
| Franziska Becker                  | SPD              | 26,3 %                 | 22,7 %                  |
| Peer Mock-Stümer                  | CDU              | 20,9 %                 | 19,2 %                  |
| Heinrich Forstner                 | FDP              | 08,4 %                 | 09,4 %                  |
| Michael Efler                     | Die Linke        | 08,0 %                 | 09,3 %                  |
| Marcus Lausch                     | AfD              | 03,8 %                 | 03,9 %                  |
| Helmut Wolff                      | Tierschutzpartei | 01,9 %                 | 01,5 %                  |
| Wilfried Skoppeck                 | Die PARTEI       | 01,6 %                 | 01,4 %                  |
| Volker Rendez                     | dieBasis         | 01,5 %                 | 01,1 %                  |
| Gabriela Hinz                     | Freie Wähler     | 00,9 %                 | 00,6 %                  |
| Paul Seifert                      | LKR              | 00,1 %                 | 00,1 %                  |
| –                                 | Volt             | –                      | 01,1 %                  |
| –                                 | Sonstige         | –                      | 04,2 %                  |
| Wahlberechtigte: 31.158 Einwohner |                  |                        |                         |
| Wahlbeteiligung: 78,8 %           |                  |                        |                         |

## Abgeordnetenhauswahl 2016
Bei der Wahl zum Abgeordnetenhaus von Berlin 2016 traten folgende Kandidaten an:
| Name                              | Partei           | Anteil der Erststimmen | Anteil der Zweitstimmen |
| --------------------------------- | ---------------- | ---------------------- | ----------------------- |
| Franziska Becker                  | SPD              | 30,0 %                 | 23,4 %                  |
| Stefan Evers                      | CDU              | 23,0 %                 | 19,2 %                  |
| Alexander Kaas Elias              | Grüne            | 19,8 %                 | 21,1 %                  |
| Maximilian Rexrodt                | FDP              | 09,5 %                 | 11,4 %                  |
| Hugh Bronson                      | AfD              | 09,1 %                 | 09,0 %                  |
| Marten Wilke                      | Die Linke        | 08,7 %                 | 09,7 %                  |
| –                                 | Tierschutzpartei | 0–                     | 01,4 %                  |
| –                                 | Die PARTEI       | 0–                     | 01,3 %                  |
| –                                 | Piraten          | 0–                     | 01,3 %                  |
| –                                 | Sonstige         | 0–                     | 02,2 %                  |
| Wahlberechtigte: 31.531 Einwohner |                  |                        |                         |
| Wahlbeteiligung: 70,9 %           |                  |                        |                         |

## Abgeordnetenhauswahl 2011
Bei der Wahl zum Abgeordnetenhaus von Berlin 2011 traten folgende Kandidaten an:
| Name                              | Partei           | Anteil der Erststimmen | Anteil der Zweitstimmen |
| --------------------------------- | ---------------- | ---------------------- | ----------------------- |
| Franziska Becker                  | SPD              | 33,1 %                 | 31,5 %                  |
| Stefan Evers                      | CDU              | 29,4 %                 | 25,5 %                  |
| Alexander Kaas Elias              | Grüne            | 27,5 %                 | 24,8 %                  |
| Michael Bäse                      | Die Linke        | 04,1 %                 | 03,7 %                  |
| Jörn Ulrich                       | FDP              | 02,1 %                 | 02,7 %                  |
| Thomas Böhm                       | Die Freiheit     | 01,5 %                 | 00,9 %                  |
| Frank Wieczorek                   | Pro Deutschland  | 01,2 %                 | 00,6 %                  |
| Georg Zenker                      | Bürgerbestimmt   | 00,9 %                 | 0–                      |
| Leona Meyer                       | BüSo             | 00,3 %                 | 00,1 %                  |
| –                                 | Piraten          | –                      | 06,9 %                  |
| –                                 | Tierschutzpartei | –                      | 01,1 %                  |
| –                                 | Sonstige         | –                      | 02,2 %                  |
| Wahlberechtigte: 31.577 Einwohner |                  |                        |                         |
| Wahlbeteiligung: 66,0 %           |                  |                        |                         |

## Abgeordnetenhauswahl 2006
Bei der Wahl zum Abgeordnetenhaus von Berlin 2006 traten folgende Kandidaten an:
| Name                              | Partei         | Anteil der Erststimmen |
| --------------------------------- | -------------- | ---------------------- |
| Hella Dunger-Löper                | SPD            | 38,2 %                 |
| Christoph Lehmann                 | CDU            | 28,8 %                 |
| Sibylle Centgraf                  | Grüne          | 18,0 %                 |
| Jürgen Dittberner                 | FDP            | 08,9 %                 |
| Doreen Kobelt                     | Die Linke      | 04,4 %                 |
| Georg Zenker                      | Einzelbewerber | 01,7 %                 |
| Wahlberechtigte: 31.831 Einwohner |                |                        |
| Wahlbeteiligung: 65,3 %           |                |                        |

## Abgeordnetenhauswahl 2001
Bei der Wahl zum Abgeordnetenhaus von Berlin 2001 traten folgende Kandidaten an:
| Name                              | Partei | Anteil der Erststimmen |
| --------------------------------- | ------ | ---------------------- |
| Hella Dunger-Löper                | SPD    | 39,9 %                 |
| Monika Grütters                   | CDU    | 30,1 %                 |
| Karin Nagel                       | Grüne  | 13,4 %                 |
| Alexander Ritzmann                | FDP    | 11,9 %                 |
| Franz de Bÿl                      | PDS    | 04,7 %                 |
| Wahlberechtigte: 33.580 Einwohner |        |                        |
| Wahlbeteiligung: 73,0 %           |        |                        |

## Abgeordnetenhauswahl 1999
Bei der Wahl zum Abgeordnetenhaus von Berlin 1999 traten folgende Kandidaten an:
| Name                              | Partei | Anteil der Erststimmen |
| --------------------------------- | ------ | ---------------------- |
| Monika Grütters                   | CDU    | 47,1 %                 |
| Hella Dunger-Löper                | SPD    | 29,3 %                 |
| Karin Nagel                       | Grüne  | 16,0 %                 |
| Volker Lehmann                    | PDS    | 04,0 %                 |
| Rolf-Peter Lange                  | FDP    | 03,7 %                 |
| Wahlberechtigte: 33.948 Einwohner |        |                        |
| Wahlbeteiligung: 69,6 %           |        |                        |

## Abgeordnetenhauswahl 1995
Der Bezirk Wilmersdorf war bei der Wahl zum Abgeordnetenhaus von Berlin 1995 in vier Wahlkreise geteilt (1999: drei Wahlkreise). Ein direkter Vergleich ist daher nicht möglich.

## Bisherige Abgeordnete
Direkt gewählte Abgeordnete des Wahlkreises Charlottenburg-Wilmersdorf 6 (bis 1999 Wilmersdorf 2):
| Jahr | Name                 | Partei | Anteil der Erststimmen |
| ---- | -------------------- | ------ | ---------------------- |
| 2023 | Peer Mock-Stümer     | CDU    | 29,2 %                 |
| 2021 | Alexander Kaas Elias | Grüne  | 26,4 %                 |
| 2016 | Franziska Becker     | SPD    | 30,0 %                 |
| 2011 | Franziska Becker     | SPD    | 33,1 %                 |
| 2006 | Hella Dunger-Löper   | SPD    | 38,2 %                 |
| 2001 | Hella Dunger-Löper   | SPD    | 39,9 %                 |
| 1999 | Monika Grütters      | CDU    | 47,1 %                 |